# Mercosur

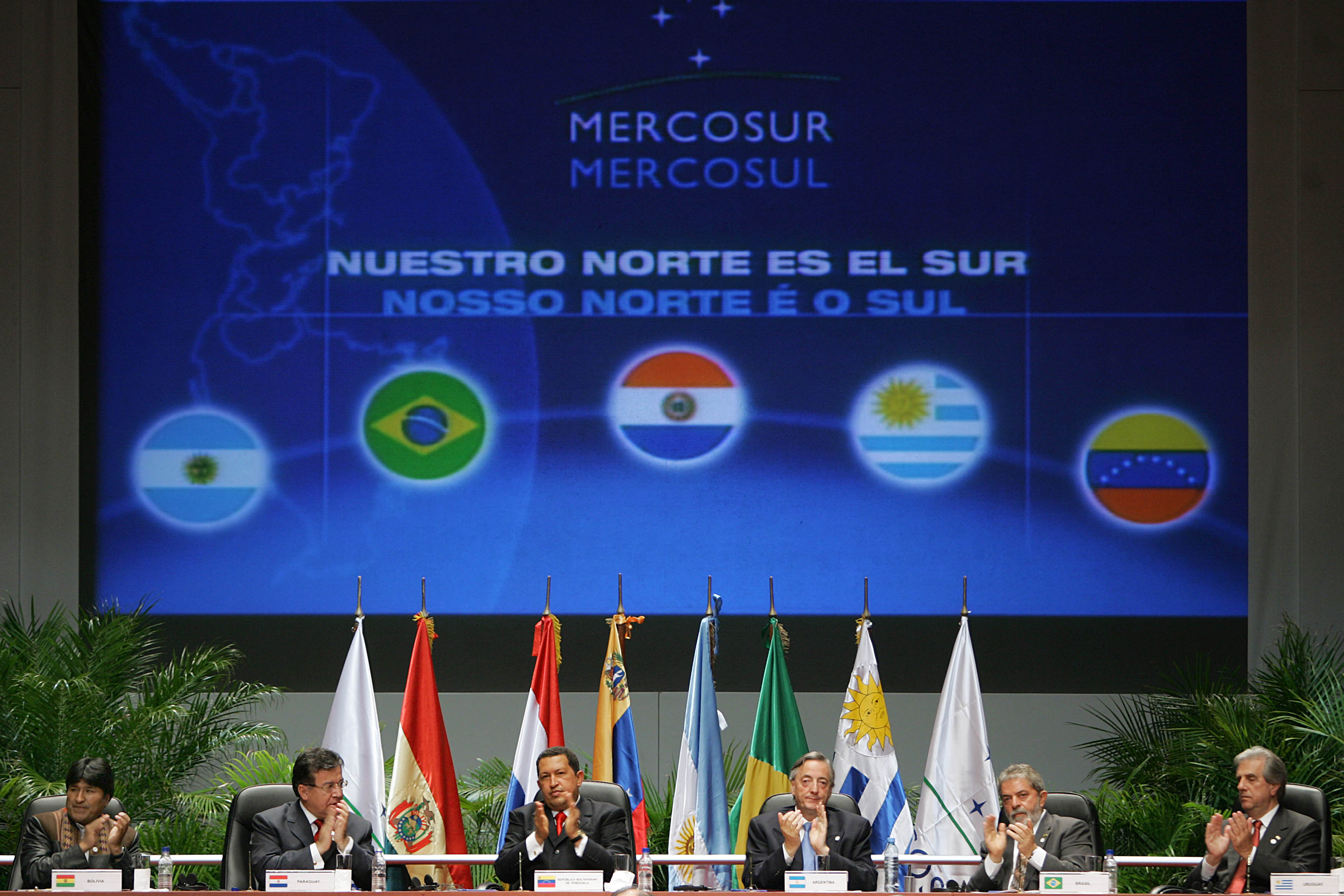
Mercosur 2005

Mercosur (spanisch IPA [ˌmeɾ.ko.ˈsuɾ]) ist eine internationale Wirtschaftsorganisation in Lateinamerika. Der Name ist die abgekürzte Bezeichnung für den Mercado Común del Sur (Gemeinsamer Markt des Südens). Die ebenfalls offizielle portugiesische Bezeichnung lautet Mercosul für Mercado Comum do Sul, auf in Paraguay gesprochenem Guaraní ist Ñemby Ñemuha die geläufige Bezeichnung.
Die Organisation konstituierte sich durch Unterzeichnung des Vertrages von Asunción vom 26. März 1991. Es handelt sich hierbei um einen Binnenmarkt mit mehr als 260 Millionen Menschen (Stand 2006), der derzeit 12,8 Mio. Quadratkilometer umfasst, was ungefähr 72 % der Fläche Südamerikas bzw. 56 % der Fläche Lateinamerikas entspricht. Der Mercosur erwirtschaftet ein Bruttoinlandsprodukt von etwa 2,4 Billionen US-Dollar (Stand 2020), im Außenhandel beträgt der Wert der Exporte etwa 400 Mrd. US-Dollar und der der Importe etwa 330 Mrd. Dollar (Stand: 2020).

## Mitgliedstaaten und assoziierte Staaten
Mitglieder des Mercosur sind:
- Argentinien
- Bolivien[7]
- Brasilien
- Paraguay
- Uruguay
- Venezuela (unterzeichnete am 4. Juli 2006 den Beitritt und trat am 31. Juli 2012 auf dem Gipfel in Rio dem Mercosur bei, seit 1. Dezember 2016 dauerhaft suspendiert)[8]

Assoziierte Staaten sind:
- Chile (1996)
- Peru (2003)
- Kolumbien (2004)
- Ecuador (2004; stellte im Dezember 2011 einen Antrag auf Vollmitgliedschaft)[9]
- Guyana (2015; Verträge müssen noch ratifiziert werden)
- Suriname (2015; Verträge müssen noch ratifiziert werden)
- Panama (2024; Verträge müssen noch ratifiziert werden)[10]

Beobachterstaaten sind:
- Neuseeland
- Mexiko

Mit Mexiko wurden am 8. Juli 2004 Gespräche über eine Assoziierung begonnen.
Bolivien hat seit dem Amtsantritt von Evo Morales Anfang 2006 wiederholt Interesse an einer Vollmitgliedschaft bekundet, was 2023 zum Erfolg führte, in einem Moment, in dem der südliche Nachbar Argentinien auszuscheiden drohte. Als geographisch zentrales Land des Kontinents, ist Bolivien weiterhin in anderen politischen und wirtschaftlichen internationalen Organisationen der Region engagiert.
Im Gegensatz dazu hat Uruguay im Jahr 2006 im Fahrwasser des Konflikts mit Argentinien um den Bau von Zellulosefabriken die eigene Mitgliedschaft in Frage gestellt. Das Land sieht sich durch die Statuten des Mercosur in seinem Handlungsspielraum vor allem im Hinblick auf unabhängige Freihandelsabkommen mit anderen Ländern eingeschränkt.
Infolge der Ereignisse um die Absetzung des Staatspräsidenten Fernando Lugo im Juni 2012 wurde Paraguay vorübergehend bis zu den dortigen Neuwahlen im April 2013 suspendiert.
Mitglied des Mercosur können entsprechend dem Protocolo de Ushuaia sobre Compromiso Democrático (Protokoll von Ushuaia über die Demokratie) nur demokratische Staaten werden. Diese Regelung soll verhindern, dass die lateinamerikanischen Länder wieder zurück in die Diktatur geraten.

## Reisepässe
Die einheitlich blauen Pässe der Mitgliedstaaten tragen auf der Umschlagseite – ähnlich der Beschriftung in Mitgliedstaaten der EU – über oder unter dem Namen des Staates den Schriftzug „Mercosul“ (Brasilien) bzw. „Mercosur“ (alle anderen).

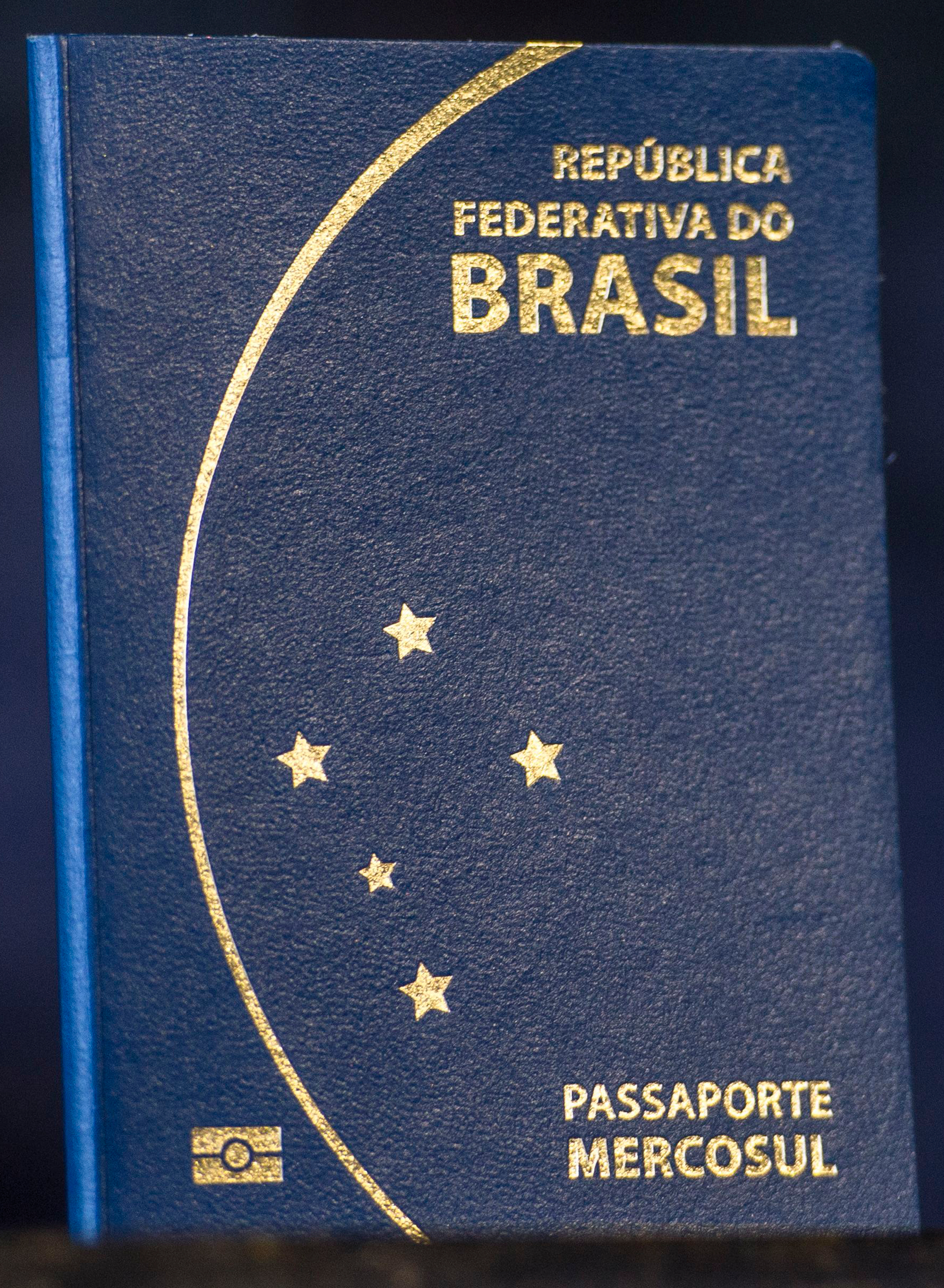
BRA
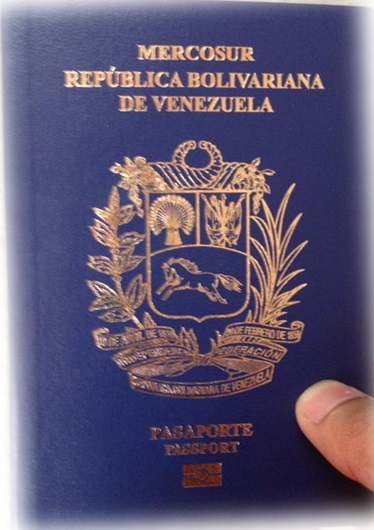
VEN

- Brasilien
- Venezuela

## Ziele
Die Ziele des Mercosur finden sich in der Präambel des Vertrags von Asunción. Der Vertrag nennt als Ziele des wirtschaftlichen und politischen Integrationsprozesses:
1. die Vergrößerung der nationalen Märkte der Mitgliedstaaten als fundamentale Bedingung zur Beschleunigung der wirtschaftlichen Entwicklungsprozesse unter Berücksichtigung der sozialen Gerechtigkeit; dies soll unter Beachtung des Schutzes der Umwelt sowie durch die Verbesserung der Infrastruktur zwischen den Mitgliedstaaten, durch die Koordination der makroökonomischen Politiken und durch die Ergänzung sektoraler Politiken erreicht werden;
2. eine adäquate Einbindung der Mitgliedstaaten in das internationale Gefüge der großen Wirtschaftsblöcke;
3. die Förderung der wissenschaftlichen und technischen Entwicklung der Mitgliedstaaten (dadurch soll eine Verbesserung des Angebots und der Qualität der Güter und Dienstleistungen und somit die Verbesserung der Lebensbedingungen erreicht werden) und
4. die Herbeiführung einer immer umfassenderen Union zwischen den Völkern.

Diese Ziele sollten laut Art. 1 des Vertrages von Asunción durch die Schaffung eines gemeinsamen Marktes bis zum 31. Dezember 1994 erreicht werden, welcher folgende Eigenschaften aufweist:
- den freien Verkehr von Gütern, Dienstleistungen und Produktionsfaktoren zwischen den Mitgliedstaaten; unter anderem durch die Abschaffung von Zöllen, nicht-tarifären Handelshemmnissen und jedweden anderen Maßnahmen gleicher Wirkung;
- die Einrichtung eines gemeinsamen Außenzolls und die Festlegung einer gemeinsamen Handelspolitik gegenüber Drittstaaten oder Gruppierungen von Staaten und die Koordinierung der Positionen in regionalen und internationalen Wirtschaftsforen;
- die Koordination der makroökonomischen und sektoralen Politiken zwischen den Mitgliedstaaten, dazu gehören: die Außenhandelspolitik, die Agrarpolitik, die Industriepolitik, die Fiskal-, Geld-, Wechselkurs- und Kapitalmarktpolitik, die Dienstleistungspolitik, die Zollpolitik, die Verkehrspolitik, die Kommunikationspolitik und andere Politiken, auf die man sich einigt, um adäquate Bedingungen für den Wettbewerb zwischen den Mitgliedstaaten zu schaffen; und
- die Zusage der Mitgliedstaaten, ihre Gesetzgebung in den betreffenden Gebieten zu harmonisieren, um eine Stärkung des Integrationsprozesses zu erreichen.

Nachdem die Entwicklung des Mercosur Ende der 1990er Jahre etwas ins Stocken geraten war, wurde im Jahr 2000 von den Mitgliedstaaten eine als „Relanzamiento del Mercosur“ (Neustart des Mercosur) bezeichnete neue Etappe der regionalen Integration eingeläutet. Diese hat zum Ziel, die Zollunion nach innen und nach außen zu stärken.
Die Regierungen der Mitgliedstaaten haben daher die Konvergenz und Koordination der Makroökonomie unterstrichen. So will man eine nachhaltige Fiskal- und monetäre Politik erreichen, um die Stabilität der Preise zu garantieren.
Des Weiteren soll sich der Mercosur nach diesem Neustart mit folgenden Teilbereichen intensiv beschäftigen:
- Zugang zu den Märkten
- Beschleunigung der Zollabfertigung
- Anreize in den Bereichen der Investition, Produktion, Ausfuhr
- gemeinsamer Zolltarif
- Wettbewerbsrecht
- Lösung von Streitigkeiten
- Umsetzung des Mercosur-Rechts in den Mitgliedstaaten
- Stärkung der institutionellen Struktur
- Außenbeziehungen

## Probleme der Erweiterung und der Vertiefung
Im Zusammenhang mit der Erweiterung und der Vertiefung des Staatenbundes ergeben sich eine Vielzahl von Problemen, die diese beiden Prozesse behindern.
- Zum einen gibt es die traditionellen Rivalitäten, wie z. B. die zwischen Brasilien und Argentinien (diese bricht auch bei der Diskussion um die Reform der Vereinten Nationen wieder auf) oder auch zwischen Chile und Bolivien (Zugang zum Pazifik, Salpeterkrieg).
- Des Weiteren gibt es im Mercosur mit Brasilien ein Land, das aufgrund seiner Größe die anderen dominieren könnte. Dies erschwert es, die Auswirkungen der oben genannten Rivalität mit Argentinien zu vermindern.
- Ein Hauptkonfliktpunkt ist derzeit die fehlende Strategie im Umgang mit den USA (FTAA), der sich seit der Vollmitgliedschaft Venezuelas – gegebenenfalls zu einem späteren Zeitpunkt auch der Boliviens – noch verstärken dürfte.
- Mitgliedern des Mercosur ist es untersagt, mit Drittstaaten bilaterale Freihandelsabkommen abzuschließen. Dies führt in Uruguay und Paraguay zu Überlegungen, aus dem Staatenbund wieder auszutreten.

## Venezuela-Krise 2016
Die zunehmenden Einschränkungen von Menschenrechten und Pressefreiheit und die Gängelung der Opposition in Venezuela (siehe hierzu auch: Abberufungsreferendum in Venezuela 2016) führten 2016 zu einer tiefen Krise des Mercosur. Die turnusgemäße Präsidentschaft des Mercosur durch Venezuela wurde verhindert, die Staaten des Mercosur (außer Uruguay) erklärten im September 2016, dass ohne eine Verbesserung der politischen Freiheit eine Suspendierung der Mitgliedschaft Venezuelas im Mercosur erfolgen würde. Diese tiefe Spaltung macht den Mercosur weitgehend handlungsunfähig.
Am 2. Dezember 2016 wurde bekannt, dass die Gründungsmitglieder Argentinien, Brasilien, Paraguay und Uruguay beschlossen haben, Venezuela dürfe dem Bündnis vorerst nicht mehr angehören. Venezuela kritisiert den Ausschluss als „Staatsstreich“.
Venezuela ist Anfang Dezember 2016 von Mercosur ausgeschlossen worden. Der Versuch der ausgeladenen venezolanischen Außenministerin Delcy Rodriguez, beim Treffen am 14. Dezember 2016 in Buenos Aires teilzunehmen, wurde mit Polizeigewalt verhindert.

## Organe

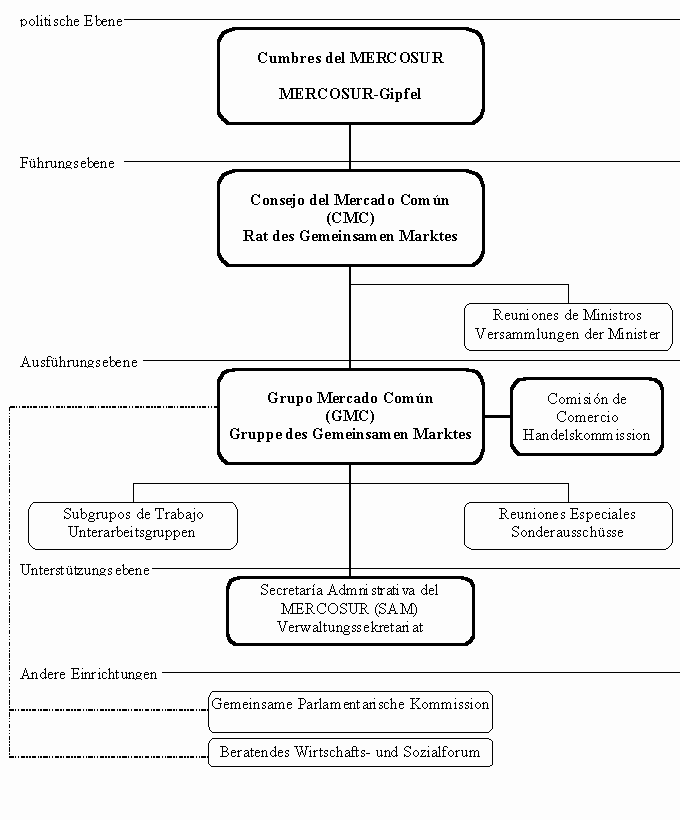
Abbildung 1: Organe des Mercosur

Der Vertrag von Asunción aus dem Jahr 1991 kannte nur zwei Organe und definierte ihre Funktionen während der Übergangszeit zum gemeinsamen Markt nur sehr unscharf. Dies hatte den Vorteil, dass man sich an keine starren Strukturen halten musste, was eine kontinuierliche Entwicklung des Integrationsprozesses vereinfachte. Das Protokoll von Ouro Preto aus dem Jahr 1994 komplettierte und konkretisierte die institutionelle Struktur des Mercosur in dem Sinne, dass es
- a) neue Organe schuf und
- b) ihre Eigenschaften und Zuständigkeiten festlegte.

Der Art. 1 des Protokolls von Ouro Preto nennt als Organe des Mercosur:
- El Consejo del Mercado Común (CMC)
- El Grupo Mercado Común (GMC)
- La Comisión de Comercio del Mercosur (CCM)
- La Comisión Parlamentaria Conjunta (CPC)
- El Foro Consultivo Económico-Social (FCES)
- La Secretaría Administrativa del Mercosur (SAM)

(Vgl. Abbildung 1)
- Tribunal Permanente de Revisión del Mercosur (seit 2004)
- Parlament des Mercosur (7. Mai 2007)

Die ersten beiden Organe und das Sekretariat existieren seit der Unterzeichnung des Vertrages. Das Sekretariat hatte im Vertrag von Asunción noch nicht den Status eines Organs, sondern war ein der GMC zugeordnetes Verwaltungsnebenorgan.
Weder im Vertrag von Asunción noch im Protokoll von Ouro Preto finden sich die Mercosur-Gipfel. Die Gipfel sind halbjährliche Treffen der Präsidenten der Mercosur-Staaten, die gleichzeitig mit den Sitzungen des CMC stattfinden. Die Gipfel sind aus einer politischen Initiative entstanden und bestehen seither durch Gewohnheit fort. In Art. 6 des Protokolls von Ouro Preto findet sich somit auch der einzige Hinweis auf die Gipfel:
„Der Rat des Gemeinsamen Marktes tritt jedes Mal zusammen, wenn er es für sinnvoll erachtet, verpflichtend ist mindestens eine Sitzung im Semester unter der Beteiligung der Präsidenten der Mitgliedstaaten.“

## Geschichte des Mercosur
Am 26. März 1991 wurde der Vertrag von Asunción unterzeichnet, welcher den Mercosur gründete. Bereits am 17. Dezember desselben Jahres folgte die Unterzeichnung des Protokolls von Brasília, das ein System zur Lösung von Meinungsverschiedenheiten einführte. Im August 1994 wurde das Protokoll von Buenos Aires unterzeichnet, und am 9. Dezember 1994 folgte das Protokoll von Ouro Preto, das die institutionelle Struktur des Mercosur definierte.
Im Dezember 1995 wurde das Programm Mercosur 2000 verabschiedet, ein Aktionsprogramm für die Zukunft des Blocks. Nur zehn Tage später, am 15. Dezember 1995, wurde ein Rahmenabkommen mit der Europäischen Union unterzeichnet. Im Juni 1996 wurde ein Assoziationsabkommen mit Chile vereinbart, gefolgt von einem weiteren Assoziationsabkommen mit Bolivien im Jahr 1997.
Am 24. Juli 1998 unterzeichnete der Mercosur das Protokoll von Ushuaia, das die Verpflichtung zur Demokratie innerhalb des Blocks bekräftigte. Zwei Jahre später, am 15. Dezember 2000, wurde eine Präsidiale Erklärung zu den fundamentalen Rechten der Verbraucher im Mercosur abgegeben. Im Juni 2001 wurde ein Rahmenabkommen über die Umwelt unterzeichnet.
Am 18. Februar 2002 wurde das Protokoll von Olivos unterzeichnet, welches ein weiteres System zur Lösung von Meinungsverschiedenheiten einführte. 2003 folgten mehrere wichtige Ereignisse: Am 26. August wurde ein Assoziationsabkommen mit Peru unterzeichnet, und am 15. Dezember 2003 wurde das Aktionsprogramm 2004–2006 verabschiedet. Am 16. Dezember 2003 unterzeichnete der Mercosur zudem ein Freihandelsabkommen mit der Andengemeinschaft, das eine Freihandelszone ab dem 1. Juli 2004 vorsah.
Im Jahr 2005 wurden bedeutende Schritte zur wirtschaftlichen Zusammenarbeit unternommen. Am 19. Juni 2005 wurde der FOCEM-Entwicklungsfonds eingerichtet, und am 9. Dezember desselben Jahres erhielt Venezuela den Status eines Beobachters ohne Stimmrecht.
Am 4. Juli 2006 unterzeichnete Venezuela offiziell den Beitritt zum Mercosur, wobei die Ratifizierung durch die Parlamente Brasiliens und Paraguays bis September 2010 noch ausstand. Am 7. Mai 2007 fand die erste Sitzung des Parlaments des Mercosur statt, und am 22. Mai 2007 wurde in Paraguay auf einem Treffen der Mercosur-Staaten, Boliviens und Ecuadors die Gründung einer unabhängigen Bank des Südens beschlossen. Der Vertrag wurde jedoch bis September 2010 noch nicht von allen Parlamenten ratifiziert.
Im August 2010 beschloss der Ministerrat des Mercosur die Schaffung eines Instituts für Menschenrechte, dessen Sitz in der ehemaligen Technikerschule der Marine von Argentinien angesiedelt wurde, einem Ort, der in den Jahren 1976 bis 1983 als Geheimgefängnis und größtes Folterzentrum des Landes diente.
Im Dezember 2016 wurde Venezuela aus dem Mercosur ausgeschlossen. Zuletzt, im Dezember 2023, wurde der Vertrag zur Mitgliedschaft Boliviens unterzeichnet, während gleichzeitig ein Freihandelsvertrag mit Singapur abgeschlossen wurde.

## Mercosur und FTAA
Die Mercosur-Länder sehen sich als Gegenmacht zu den USA in den Verhandlungen um eine gesamtamerikanische Freihandelszone (FTAA). Zwischen beiden Blöcken zeigen sich dabei erhebliche Interessengegensätze: Während die USA v. a. unter der Clinton-Regierung auf baldige Zollsenkungen drängten, wollten die lateinamerikanischen Staaten darüber erst in einem letzten Schritt verhandeln.

## Mercosur und EU
Der Mercosur und die Europäische Union (EU) unterzeichneten am 15. Dezember 1995 ein Assoziationsabkommen als Vorstufe zur Unterzeichnung eines Freihandelsabkommens. Die Verhandlungen über das Freihandelsabkommen wurden erschwert, da es „1 plus 4“-Verhandlungen waren: Verhandlungspartner der EU war nicht der Mercosur, sondern waren die Staaten Argentinien, Brasilien, Paraguay und Uruguay. Die wechselnden argentinischen und brasilianischen Regierungen nahmen oft unvereinbare politische Positionen ein, sodass eine Verständigung im Mercosur immer wieder sehr mühsam wurde.

### Verhandlungen über Handelsabkommen
Im Jahr 2004 befanden sich die Verhandlungen in fortgeschrittenem Stadium und es wurde mit dem Abschluss der Verhandlungen schon im Herbst 2004 gerechnet. Allerdings blieb ein großer Streitpunkt der Zugang zum europäischen Markt für Agrarprodukte aus den Mercosur-Ländern.
Seit dem Jahr 2004 wurde nur noch auf technischer Ebene verhandelt, eine Vertiefung erst bei einem Erfolg der damals ausgesetzten Doha-Runde der Welthandelsorganisation (WTO) erwartet.
Das EU-Angebot an den Mercosur im Jahr 2004 sah so aus:
|                            | Quoten (in Tonnen) nach Abschluss der |                   |
| Produkte                   | Mercosur-Verhandlungen                | WTO-Verhandlungen |
| Bioethanol                 | 500.000                               | 500.000           |
| Mais                       | 400.000                               | 300.000           |
| Weizen                     | 100.000                               | 100.000           |
| Rindfleisch hoher Qualität | 50.000                                | 50.000            |
| Geflügelprodukte           | 37.500                                | 37.500            |
| Schweinefleisch            | 6.000                                 | 6.000             |
| Bananen                    | 30.000                                | 0                 |
| Milchpulver                | 6.500                                 | 6.500             |
| Käse                       | 10.000                                | 10.000            |
| Reis                       | 20.000                                | 20.000            |

Quelle: Europäische Kommission
Die Mercosur-Mitglieder waren mit diesem Vorschlag keineswegs zufrieden. Denn die EU-Offerte war an Bedingungen geknüpft. So sollten die Mercosur-Mitgliedstaaten innerhalb von zehn Jahren die Zölle für fast alle Industrieprodukte abschaffen. Der Zoll auf Produkte, deren Zoll jetzt schon unter 4 % liegt, sollte sofort abgeschafft werden.
Das Warten auf die Doha-Runde erfüllte jedoch nicht die Erwartungen, nach mehreren erfolglosen Anläufen galt die Doha-Runde 2016 als gescheitert. 2017 bot die EU-Kommission den Mercosur-Staaten laxere Kontrollstandards bei Lebensmittelimporten an – wenn Europa mehr Autos exportieren dürfe.
Ende Juni 2019 wurde eine grundsätzliche Einigung („agreement in principle“) zu dem Handelsteil eines Abkommens zwischen der Europäischen Union und dem Mercosur erzielt. Genau genommen ist es kein Freihandelsabkommen, sondern ein „Preferential Trade Agreement“ (PTA). Bei Inkrafttreten würde das Abkommen die Grundlage für die größte Freihandelszone der Welt bilden. Vertreter deutscher Industrieverbände begrüßten das Abkommen, da sich die Absatzmöglichkeiten der Unternehmen erhöhen.
Der Vertragsentwurf scheiterte Anfang 2020 an der Ablehnung Österreichs. Am 12. Januar 2020 forderte Bundeskanzler Sebastian Kurz von der EU-Kommission eine Neuverhandlung. Österreich sei wie andere EU-Länder „zu Recht nicht zufrieden“ mit der Vereinbarung. Zuvor hatten sich österreichische Bauern und gemeinnützige Organisationen gegen das Abkommen ausgesprochen.
Am 6. Dezember 2024 schlossen die Präsidenten der Europäischen Kommission und der Mercosur-Staaten die Verhandlungsphase ab mit einer Einigung auf ein Partnerschaftsabkommen, das die Bereiche Politik, Kooperation und Handel umfasst, damit über ein reines Freihandelsabkommen hinausgeht. Das Ergebnis muss von beiden Seiten nun noch juristisch ausgearbeitet und in die EU-Amtssprachen übersetzt werden. Im Ratifizierungsprozess auf EU-Seite muss dann der Europäische Rat und das Europäische Parlament über das Abkommen abstimmen. Aufgrund von Bedenken aus Frankreich, Italien und Polen setzt Deutschland darauf, dem Rat den Handelsteil des vorgeschlagenen Abkommens getrennt vorzulegen, um eine mehrheitliche Zustimmung zu sichern. Ein Vetorecht hätten Mitgliedstaaten dann nur noch bei den anderen Teilen. Dieses Vorgehen könnte aber Rechtsrisiken bergen. Die Entscheidung, ob getrennt vorgelegt wird oder gesamt, trifft die EU-Kommission.

### Kritik
Joachim Rukwied, Präsident des Deutschen Bauernverbands, befürchtete Wettbewerbsverzerrungen zuungunsten europäischer Landwirte. Katharina Dröge von der Partei Bündnis 90/Die Grünen befürchtete, das Abkommen könne zu einem weiteren Anstieg der Rodungen des Regenwalds im Amazonasgebiet führen. Eine Gruppe von Wissenschaftlern, unter anderem vom Helmholtz-Zentrum für Umweltforschung, betonte, dass sich das geplante Abkommen nicht mit den Grundprinzipien des European Green Deal (bis 2050 keine Netto-Treibhausemissionen, Entkoppelung des Wirtschaftswachstums von der Ressourcennutzung, keine Benachteiligung von Gruppen oder Regionen durch die wirtschaftliche Entwicklung) vereinbaren lasse.

## Mercosur und EFTA
Die Staaten der Europäischen Freihandelsassoziation (EFTA), bestehend aus Island, Liechtenstein, Norwegen und der Schweiz, planen, das Freihandelsabkommen mit Mercosur nach Abschluss der rechtlichen Prüfung zu unterzeichnen. Aufgrund der COVID-19-Pandemie ist der Zeitpunkt dafür mit Stand November 2020 noch unklar.
Das Anliegen der EU dürfte auch in der Schweiz zum Streitpunkt werden. Denn beim Thema Fleischimporte prallen die unterschiedlichsten Interessen aufeinander. Noch sind Schweizer Bauern vor dieser Konkurrenz gut geschützt, doch eine Änderung steht zur Debatte. Diese wäre schwierig für die Bauern, hätte aber Vorteile für die Konsumenten. Am 20. Februar 2018 fand der sogenannte „Mercosur-Gipfel“ statt, woran der Schweizerische Bauernverband nicht teilgenommen hat. Auf der Seite der Befürworter steht z. B. der Schweizerische Gewerbeverband, da den KMUs ansonsten Umsatzeinbussen von über 10 % entstehen könnten. Ende August 2019 wurden die Verhandlungen in der Substanz abgeschlossen.